# Yvernaumont
Yvernaumont is een gemeente in het Franse departement Ardennes in de regio Grand Est en maakt deel uit van het arrondissement Charleville-Mézières. De gemeente telde 121 inwoners op 1 januari 2022.

## Geschiedenis
Yvernaumont maakte deel uit van het kanton Flize tot het op 22 maart 2015 werd opgeheven en de gemeenten werden opgenomen in het op die dag gevormde kanton Nouvion-sur-Meuse.

## Geografie
De oppervlakte van Yvernaumont bedraagt 2,82 vierkante kilometer; Op 1 januari 2022 was de bevolkingsdichtheid 42,9 inwoners per km².
De onderstaande kaart toont de ligging van Yvernaumont met de belangrijkste infrastructuur en aangrenzende gemeenten.

## Demografie
Onderstaande figuur toont het verloop van het inwonertal.
Vanwege een beveiligingsprobleem met de MediaWiki Graph-software is het momenteel niet mogelijk deze grafiek weer te geven. Zodra de software is bijgewerkt zal de grafiek vanzelf weer zichtbaar worden.